# بیارن یوهنسن
بیارن یوهنسن (انگلیسی: Bjarne Johnsen; ۲۷ آوریل ۱۸۹۲ – ۴ سپتامبر ۱۹۸۴) ژیمناست هنری اهل نروژ بود.